# Шиповалова, Галина Сергеевна
Гали́на Серге́евна Шипова́лова (11 декабря 1981 года, Красноярск) — российская пловчиха, триатлонистка и спортивный деятель. Бывший генеральный секретарь Федерации триатлона России. Бронзовый призёр чемпионата России по плаванию, мастер спорта России. Спортивный журналист.

## Ранние годы
Родилась и выросла в спортивной семье. Отец Сергей Шиповалов — профессиональный хоккеист, бронзовый призёр чемпионата СССР по хоккею с мячом в составе «Енисея». Дедушка Владимир Шиповалов стоял у истоков создания клуба и был первым директором красноярской хоккейной спортшколы. Второй дедушка — мастер спорта по городошному спорту. Мама занималась настольным теннисом.

## Спортивная карьера
В детстве Галину отдали в плавание — родители узнали по телевизору, что это самый полезный вид спорта для ребёнка. За короткое время выросла до мастера спорта. В 1999 году заняла третье место на чемпионате России.
В более серьёзном возрасте увлеклась триатлоном. Была в президиуме региональной федерации. В 2012 году, переехав из Красноярска в Москву, стала работать в Федерации триатлона России. Была генеральным секретарём ФТР (2016-2021), входила в исполком Европейского союза триатлона.
В красноярских СМИ Шиповалову называют «главной женщиной российского триатлона». Дважды выполняла половину норматива «Айронмен».

## Карьера журналиста
С 2003 года работала внештатным корреспондентом газеты «Спорт-Экспресс», писала заметки о баскетбольных и регбийных матчах в Красноярске. С 2007 по 2012 годы работала в министерстве спорта, туризма и молодежной политики Красноярского края, в том числе в пресс-службе. Была журналистом региональной газеты «Спорт на Енисее» и издания «Новая университетская жизнь» Сибирского федерального университета. Также сотрудничала с региональным отделением газеты «Советский спорт» и работала пресс-атташе женской баскетбольной команды «Шелен».
Вернувшись в Красноярск в 2022 году, снова приступила к журналистской деятельности. Работает начальником пресс-службы министерства спорта Красноярского края.

## Вне спорта
В 2003 году окончила факультет физической культуры и спорта Красноярского государственного университета.
Вместе с красноярским триатлонистом Евгением Кирилловым развивает компанию «Триатлета», которая помогает любителям подготовиться к соревнованиям.
Воспитывает дочь Марусю.
В 2018 году невольно поспособствовала массовой депортации нелегальных мигрантов. Шиповалова потеряла свой смартфон в одном из торговых центров Москвы, а после с помощью функции отслеживания узнала, что его забрала уборщица. Полицейские в попытках раскрыть дело вышли на квартиру, где жили более десяти нелегалов. В итоге их принудительно отправили на родину. При этом смартфон так и не был найден.